# Автошлях Т 1617
Автошля́х Т 1617 — автомобільний шлях територіального значення в Одеській області. Проходить територією Березівського району від перетину з E95 до Іванівки. Загальна довжина — 12,3 км.

## Маршрут
Автошлях проходить через такі населені пункти:
| Автошлях Т 1617    |                   |
| Одеська область    |                   |
| Березівський район |                   |
|                    | перетин із E95М05 |
| Малинівка          |                   |
| Баранове           |                   |
| Іванівка           | Р71               |